# العمل والموت والمرض (قصة قصيرة)

العمل والموت والمرض (ليو تولستوي) 1903

العمل والموت والمرض (بالروسية: Работа, смерть и болезнь) (بالإنجليزية: Work, Death, and Sickness) قصة للكاتب الروسي ليو تولستوي كتبها عام 1903، تأخذ القصة شكل حكاية عن خلق العمل والموت والمرض. القصة لها عنوان آخر وهو «الطريق الصحيح The Right Way»، وصدرت ضمن مجموعة القصص القصيرة لتولستوي.

## ملخص القصة
عندما خلق الله الإنسان لأول مرة، لم يكن الإنسان بحاجة إلى العمل، وكان سيعيش دائمًا حتى يبلغ من العمر مائة عام بالضبط، وكان هذا سيسمح للبشر بالعيش في وئام، لكن لم يكن الأمر كذلك، فقد قاتلوا ولم يعتزوا بالحياة، وكعلاج، خلق الله العمل ليجمع البشر معًا. لم يكن بإمكانهم بناء منازل أو زراعة الطعام بأنفسهم، ولكن بدلاً من العمل في وئام، شكل الرجال مجموعات متنافسة قاتلت أكثر. كعلاج لهذه المشاكل الجديدة، خلق الله الموت. كان الأمل في أن الموت، الذي لا يمكن التنبؤ به، سيجعل الرجال يعتزون بالحياة، لكنه بدلاً من ذلك خلق المزيد من عدم المساواة حيث يهدد القوي الضعيف بالموت. خلق الله المرض ليقوم الأصحاء برعاية المرضى، لأنه عندما يمرض مقدمو الرعاية، فإن من يعتنون بهم سيردون الجميل. لكن الرجال لم يهتموا ببعضهم البعض لأن المرض خلق الخوف والاشمئزاز. إن الرجال ببساطة لا يرون أنهم يمكن أن يكونوا سعداء، وتركهم الله وشأنهم، وفي الآونة الأخيرة فقط، أدرك الرجال أخيرًا أنهم إذا عملوا معًا واهتموا ببعضهم البعض، فيمكنهم جميعًا تحقيق السعادة.

## مقتطفات من القصة
بدأت القصة بكلمات تولستوي:
"تنتشر بين هنود أمريكا الجنوبية الأسطورة التالية: يقولون: إن الله خلق الناس بحيث لا يتوجب عليهم العمل: فلم يكونوا بحاجة إلى اللباس، ولا إلى المسكن، ولا إلى الغذاء، وكانوا جميعاً يعيشون حتى مئة عام دون أن يعرفوا المرض.
مر زمن، وعندما نظر الله كيف كان يعيش الناس رأى أنهم، بدلا من أن يفرحوا بالحياة كان كل منهم لا يهتم إلا بنفسه، وكانوا يتخاصمون، وسارت أمورهم بحيث إنهم لم يفقدوا السرور بالحياة فحسب، وإنما كانوا يلعنونها".
تنتهي القصة وتولستوي يكتب:
"في الأزمنة الأخيرة فقط، بدأ بعض الناس يفهمون أن العمل لا ينبغي أن يكون فزّاعة لتخويف البعض، وعملاً إجبارياً بالنسبة إلى الآخرين لكن ينبغي أن يكون  عمل جماعياً، ساراً يوحد بين الناس. وبأدوُا يفهمون، وهم في مواجهة الموت الذي يتهدد كل واحد بين لحظة وأخرى، أن العمل الوحيد المعقول لكل إنسان يقوم على أن يقضى السنين والشهور والساعات أو الدقائق المقدرة له، في الوفاق والمحبة. بدؤوا يفهمون أن الأمراض لا ينبغي أن تكون سبباً للفرقة بين الناس، بل على العكس، سبباً للاتحاد والمحبة بينهم.  

## نقد وتعليقات
كتب مصطفى جميل مرسي في مجلة الرسالة (العدد 733) في 21 يوليو 1947: «هذه قصة الإنسانية من قديم الأزل. . وقصة البشرية منذ فجر التاريخ. . . تتجلى لنا فيها النوازع التي تضطرب بين أنفس البشر، والعواطف التي تمور في قلوبهم، والنزوات التي تختلج في أفئدتهم. تناولها تولستوي ببراعته البارعة الملهمة، وعقله الفذ الجبار - وقد راعه ما بلغته حال العالم من شر وفساد - فتلمس بين تجاربه البعيدة في الحياة، ودراسته العميقة للنفوس وحياً طريفاً صاغ منه القصة الرائعة. . . التي تتمثل فيها - على بساطتها - الدعوة إلى (الحب والخير) وهي دعوة طالما نادى بها تولستوي. بل ظل ينادي بها حتى أدركته منيته وقد بلغ الثمانين».
كتب موقع شورت ستوري ماجيك تريكس في 4 يناير 2021: «أحب قصصا مثل هذه؛ قصص تخرج عن الضمير البشري العادي لمحاولة النظر إلى الوجود من أعلى المستويات. هذه قصة تخترع حكاية لشرح أفعال الله. هذه قصة تأخذ شيئًا نفهمه جميعًا - العمل والمرض، على سبيل المثال - وتمنح القارئ تقديرًا جديدًا للموضوع. وهذه خدعة كبيرة من جانب تولستوي».

## وصلات خارجية
https://stringfixer.com/ar/Work,_Death,_and_Sickness العمل والموت والمرض (قصة قصيرة)
https://www.themarginalian.org/2014/06/03/tolstoy-confession/ العمل والموت والمرض (قصة قصيرة)
https://www.youtube.com/watch?v=5n2XfOywIUs العمل والموت والمرض (قصة قصيرة)